# Muggia
Muggia (Friulisch: Mugle; Venetiaans en Triëstisch: Muja; Sloveens: Milje; Duits: Mulgs) is een Italiaanse stad en gemeente in de provincie Triëst, ongeveer 10 kilometer van de stad Triëst gelegen. De gemeente Muggia heeft een inwoneraantal van circa 13.000 (Muggesani). De gemeente Muggia vormt het Italiaanse deel van het schiereiland Istrië. In Muggia vestigden zich veel Italianen die Dalmatië en het Joegoslavische deel van Istrië verlieten na de Italiaanse nederlaag in de Tweede Wereldoorlog.

## Demografie
Muggia telt ongeveer 5908 huishoudens. Het aantal inwoners steeg in de periode 1991-2001 met 0,7% volgens cijfers uit de tienjaarlijkse volkstellingen van ISTAT.
| Jaar | Inwoneraantal |
| ---- | ------------- |
| 1991 | 13.214        |
| 2001 | 13.306        |

## Geografie
De gemeente ligt ongeveer 3 meter boven zeeniveau.
Muggia grenst aan de volgende gemeenten: Koper (Slovenië), San Dorligo della Valle (Dolina), Triëst.

## Geboren
- Alma Vivoda (1911-1943), verzetsstrijder
- Dario Hübner (1967), voetballer

## Afbeeldingen

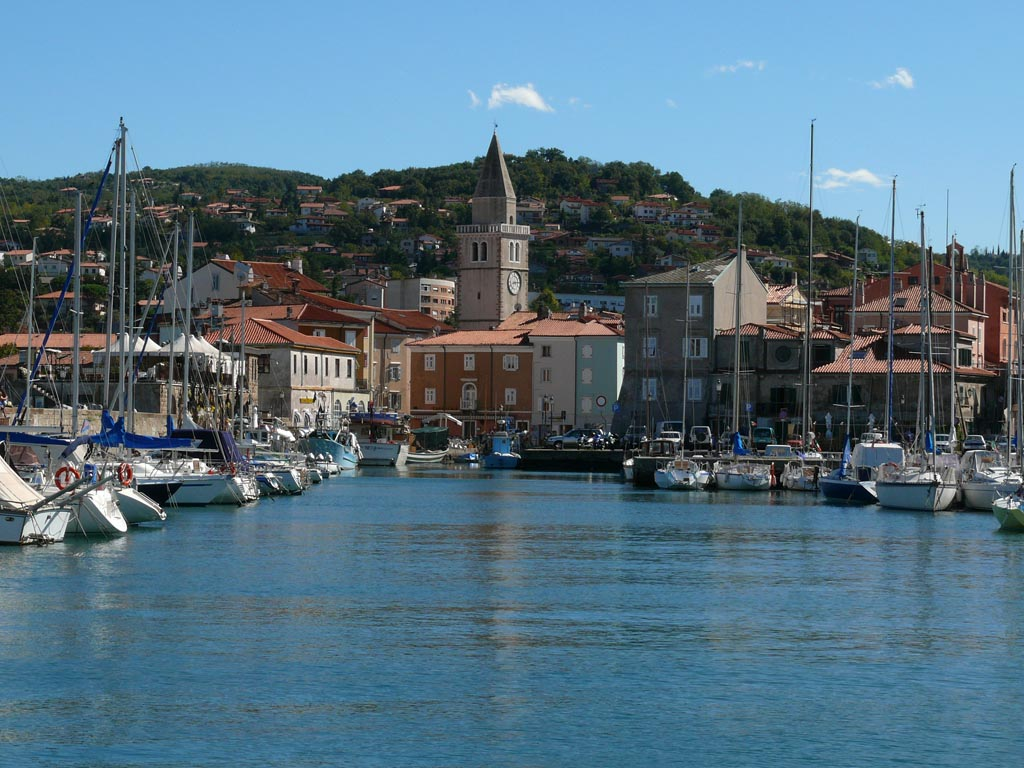
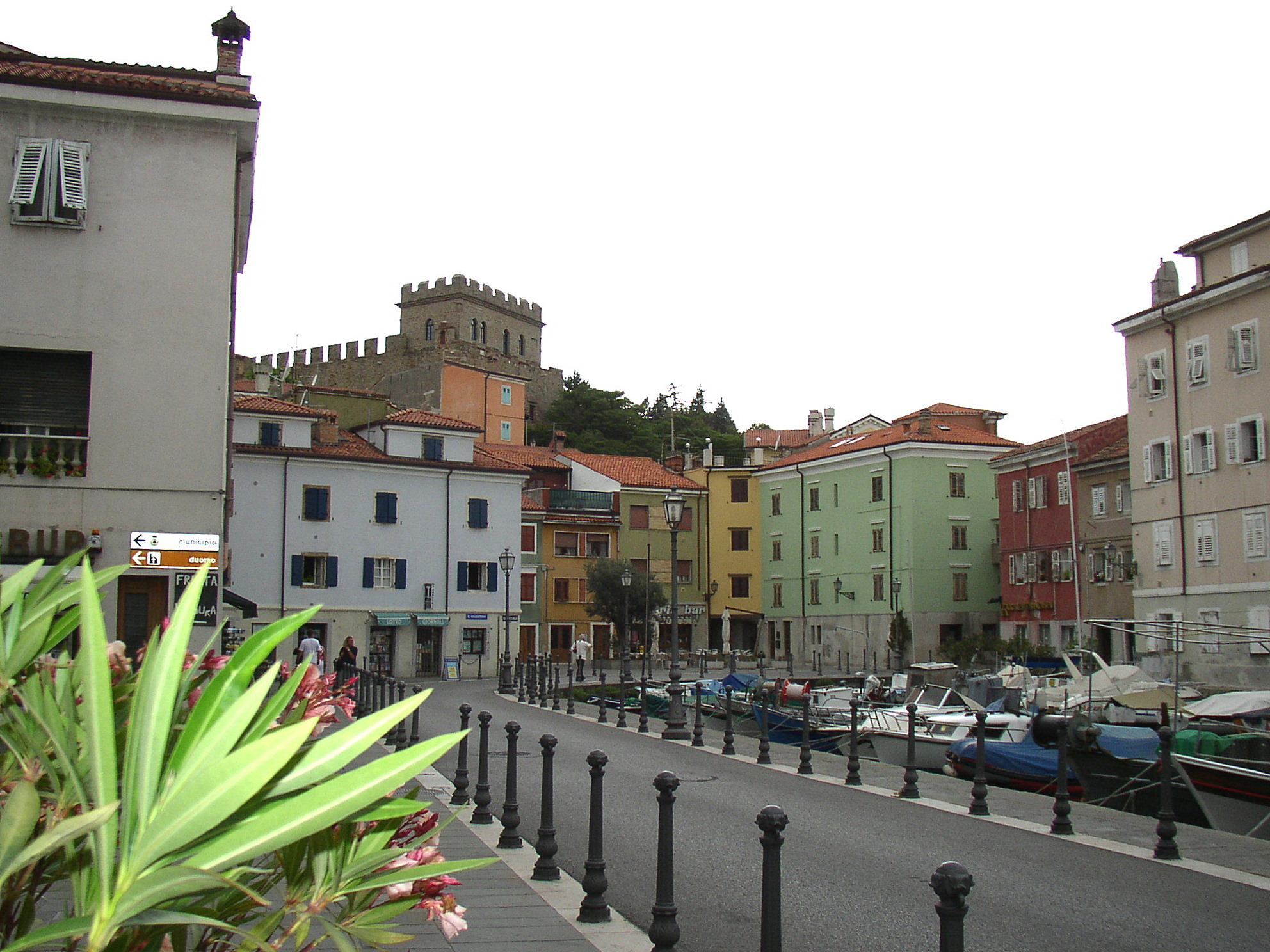
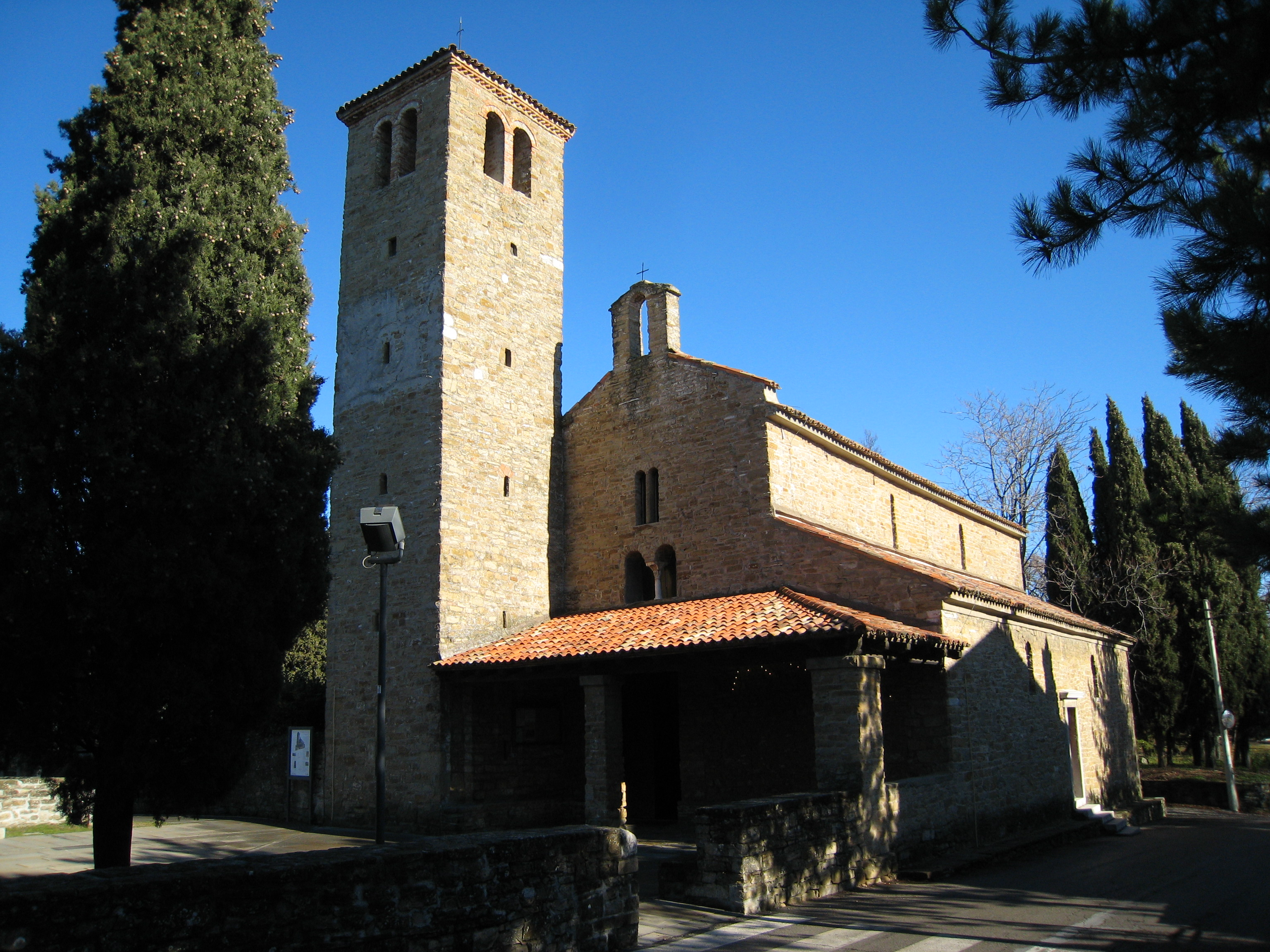
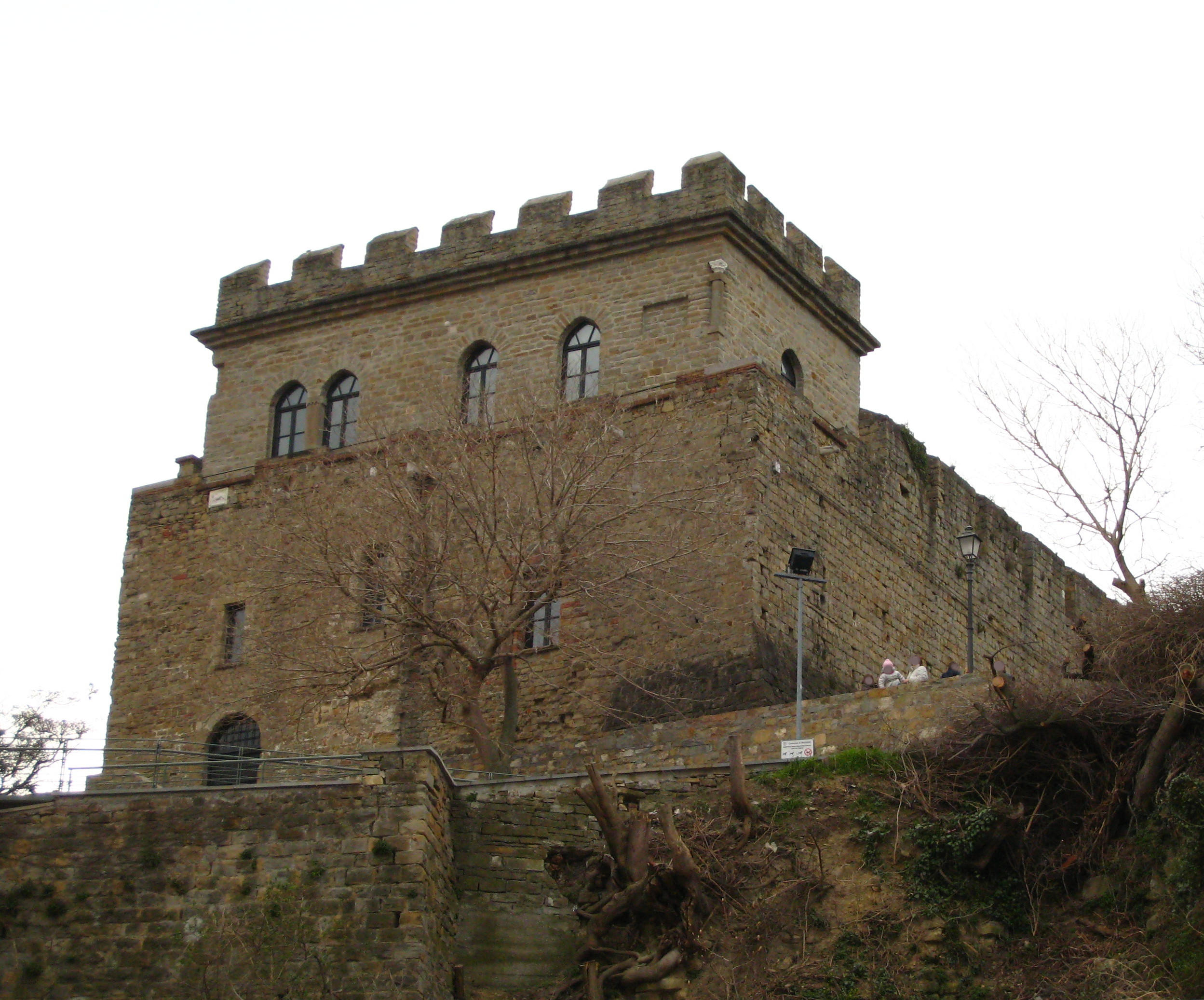